# Coupe de France féminine de cyclisme sur route 2020
 (mars 2019).
Cet article traite uniquement de la compétition féminine. Pour les résultats de la compétition masculine, voir Coupe de France de cyclisme sur route 2020.
Navigation
Coupe de France 2019 Coupe de France 2021
La Coupe de France féminine de cyclisme sur route 2020 est la 21e édition de la Coupe de France féminine de cyclisme sur route. La première manche est annulée, en raison de la Pandémie de Covid-19.
Contrairement aux saisons précédentes, le classement général n'est pas individuel mais par équipes.

## Résultats
| Date         | Course                                        | Vainqueur          | Deuxième                          | Troisième               |
| ------------ | --------------------------------------------- | ------------------ | --------------------------------- | ----------------------- |
| 9 avril      | Grand Prix de Chambéry                        | Épreuve annulée    | Épreuve annulée                   | Épreuve annulée         |
| 26 juillet   | Chrono 47 (Contre-la-montre par équipes)      | St-Michel-Auber 93 | Team Féminin Auvergne-Rhône-Alpes | Team Femmes du Genevois |
| 30 août      | Prix de la Ville de Morteau                   | Iris Sachet        | Marie-Morgane Le Deunff           | Fernanda Yapura         |
| 6 septembre  | Sud Yvelines Féminine                         | Gladys Verhulst    | Justine Gégu                      | Iris Sachet             |
| 27 septembre | Tour du Gévaudan Occitanie                    | Morgane Coston     | Julia van Bokhoven                | Iris Sachet             |
| 4 octobre    | Classic Féminine de Vienne Nouvelle-Aquitaine | Valentine Fortin   | Séverine Eraud                    | Margot Pompanon         |

## Classement final
|     | Coureuse                              | Points |
| --- | ------------------------------------- | ------ |
| 1re | Team Elles Pays de la Loire           | 385    |
| 2e  | Saint Michel-Auber 93                 | 384    |
| 3e  | Breizh Ladies                         | 273    |
| 4e  | Team Femmes du Génevois               | 260    |
| 5e  | DN Femmes Comité Auvergne-Rhône-Alpes | 251    |
| 6e  | VC Morteau Montbenoit                 | 224    |
| 7e  | Team Centre-Val de Loire Féminin      | 199    |
| 8e  | UVCA Troyes                           | 159    |
| 9e  | CC Le Boulou                          | 083    |